# Hullaramane, Yellapur
Hullaramane là một làng thuộc tehsil Yellapur, huyện Uttar Kannad, bang Karnataka, Ấn Độ.